# کنیسه حاج الیاهو
کنیسه حاج الیاهو مربوط به دوره قاجار است و در اصفهان، محله جوباره، کوچه شهید کاظم خانعلی، بن‌بست حاج الیاهو واقع شده و این اثر در تاریخ ۲۰ اردیبهشت ۱۳۸۶ با شمارهٔ ثبت ۱۹۰۴۰ به‌عنوان یکی از آثار ملی ایران به ثبت رسیده است.